# Domingo García Ramos
Domingo García Ramos (Tula de Allende, 3 de agosto de 1911-México, D. F.; 9 de mayo de 1978) fue un arquitecto y urbanista mexicano.

## Primeros años
Nació en la ciudad de Tula de Allende, en el estado de Hidalgo en 1911, fue hijo de Salvador García Castellanos (quien fue Tesorero de la Universidad Nacional durante 20 años) e Isolina Ramos. Su infancia transcurrió en su ciudad natal. Hizo sus estudios primarios en el Colegio Francés de la Perpetua. Más tarde, hizo estudios preparatorios y profesionales en la Universidad Nacional de México, entre 1923 y 1934, obteniendo el título de arquitecto en la Escuela Nacional de Arquitectura en noviembre de 1937.
Se casó en febrero de 1937 con Jessie Woodward Tellez, quien además fue la primera mujer estudiante de la Facultad de Arquitectura de la UNAM.
Fue elegido Representante Estudiantil como Consejero Universitario, en 1931 y 1934/1935; Académico Propietario en 1930 y 1933; Presidente de la Sociedad de Alumnos en 1933; Consejero Universitario nombrado por la Federación Estudiantil Universitaria en 1933. Integró el Consejo Técnico de la ENA entre 1943 y 1973 (año en el que renunció), habiéndole correspondido ser el decano de dicho Consejo a partir de 1960, razón por la cual suplió a los directores de la ENA en ausencias temporales.
Figuró tres veces consecutivas en las ternas para la elección de director de la ENA. Fungió como Jefe de la Oficina Técnica de Edificios de la Secretaría de Educación Pública por más de 35 años, jubilándose en 1967.
Fue fundador y miembro de:
- Primer Consejo Directivo del Colegio de Arquitectos de México.
- Sociedad de Arquitectos Mexicanos.
- Consejo Directivo de la Sociedad Mexicana de Urbanismo.
- Consejo Directivo de México ante el Consejo Internacional de Monumentos y Sitios (ICOMOS).
- Academia Mexicana de Arquitectura.

Escribió numerosos artículos periodísticos sobre arquitectura y sus problemas, especialmente en la revista ARQUITECTURA-MEXICO; así como conferencias en el país y en el extranjero.
Como reconocimiento de su labor, la Facultad de Arquitectura de la UNAM nombró uno de sus talleres con su nombre. También existe una calle con su nombre en Santa Fe junto con la de otros grandes arquitectos mexicanos.

## Actividad docente

### Escuela Nacional de Arquitectura de la UNAM
Ingresó como profesor titular de Composición de Elementos en 1939, cargo que desempeñó hasta 1950 cuando se hizo profesor del ciclo de Urbanismo. Simultáneamente enseñó Geometría Descriptiva (en 1946), Croquis de los Edificios (entre 1943 y 1947) y Análisis de Programas (entre 1952 y 1956). Jefe del Seminario de Urbanismo de 1952 a 1965.
Designado profesor emérito de la ENA, por acuerdo y voto del Consejo Universitario de la UNAM, en septiembre de 1967.
Nombrado jefe del Departamento de Urbanismo en la División de Estudios Superiores desde su fundación en 1968, hasta la fecha.

### Otros planteles educativos
Impartió un curso anual sobre Teoría del Arte en la Escuela Nacional de Artes Plásticas de la UNAM entre 1939 y 1944. En la Universidad Veracruzana fue profesor huésped desde 1959 hasta 1974. En la Universidad Motolinía fue profesor desde 1943 hasta 1970 y en la Universidad Iberoamericana en 1954.

## Actividad profesional
En 1932 ingresó al taller de urbanismo del arquitecto José Luis Cuevas, con quien colaboró hasta la muerte de este distinguido profesor por más de 22 años. Igualmente trabajó en los talleres profesionales de los arquitectos José Villagrán García entre 1933 y 1939 y en el de Enrique de la Mora y Palomar entre 1933 y 1938.
Dedicado al urbanismo es autor absoluto de los planos reguladores de Campeche, Ciudad Juárez, Ciudad Pémex y asesor del de Poza Rica; del Conjunto Universitario de Tampico, Ciudad Madero, Conjunto de Vivienda de la Talaverna y San Miguel en Monterrey, y el del proyecto de fraccionamiento de La Laguna de Ecatepec.
Domingo García Ramos formó parte de la firma: Mario Pani, Arquitecto y Asociados, entre 1944 y 1946; simultáneamente estuvo en el Comité Administrador del Programa Federal de Construcción de Escuelas con José Villagrán García, Vocal Presidente de la Comisión Técnica.

## Publicaciones
- Iniciación al Urbanismo, Imprenta Universitaria, 1961, segunda edición 1965, tercera edición (actualizada en 1972), cuarta edición, particular en 1982. Escrito para cubrir el programa de la ENA, sirve de texto en las escuelas del país y de América Latina.
- Arquitectura y artes decorativas, Imprenta Universitaria 1966, segunda edición en 1967, tercera edición, Editorial Trillas…
- Primeros pasos en diseño urbano, 1968, segunda edición en 1971, la tercera edición editada por la Universidad de Guanajuato, cuarta edición, particular DAR.
- Planificación de edificios para la enseñanza, Imprenta Universitaria 1971.
- Todos Tenemos la Culpa... y por eso estamos como estamos, primera edición octubre de 1977, segunda edición 1978.

## Obras representativas
Participó en los estudios de Planificación que realizó esa compañía destacándose, primeramente los trazos viales de Ciudad Universitaria de la UNAM, los de Guaymas, Empalme, Mérida y la región henequenera, la planificación regional de Acapulco, los planos reguladores de Culiacán, Mazatlán y Frontera y los de catorce ciudades fronterizas y portuarias, además de no menos de otros cien proyectos y estudios urbanísticos durante los 24 años que permaneció asociado a esa firma.
Entre las obras en las que colaboró García Ramos, dentro de la firma del arquitecto Mario Pani Darqui, se encuentran:
En la Ciudad de México:
- Unidad Modelo en Iztapalapa
- Centro Urbano Presidente Alemán
- Centro Urbano Presidente Juárez
- Unidad Habitacional Santa Fe.

Fuera de la Ciudad de México:
- Plan Maestro de Ciudad Satélite en el Estado de México.
- Plan Regulador de la ciudad de Mérida y la región henequenera
- Unidad Modelo de Guadalajara, estado de Jalisco.

Es también colaborador de los proyectos:
- Centro Urbano Presidente López Mateos
- Ciudad de Los Olivos en el Estado de Guanajuato
- Fraccionamiento del Club de Golf, Monterrey, Nuevo León